# NGC 5037
NGC 5037 (другие обозначения — MCG -3-34-29, IRAS13123-1619, PGC 46078) — спиральная галактика (Sa) в созвездии Дева.
В галактике обнаружено интенсивное излучение мегамазера H2O и эмиссионная линия железа Fe-K. Это говорит о наличии активного ядра, которое затенено межзвездной средой.  
Этот объект входит в число перечисленных в оригинальной редакции «Нового общего каталога».